# Le Royaume de Pierre d'Angle
Le Royaume de Pierre d'Angle est une série de romans fantastique de Pascale Quiviger, auteure canadienne vivant actuellement au Royaume-Uni. Les couvertures ont été réalisées par l'illustrateur Patrick Connan. 
Originellement publiée par Bayard Canada en 2014 sous les titres e Voyage de Pierre d'Angle, Les Loups, Le Pacte et La Couronne, la série est ensuite publiée en France par les éditions Rouergue dans la collection Epik, entre avril 2019 et janvier 2021. Elle comprend quatre tomes, L'Art du naufrage, Les Filles de Mai, Les Adieux, et Courage. 

## Résumés par tomes

### L'Art du naufrage
Après deux années à sillonner les mers avec l'équipage de l'Isabelle, le prince Thibault décide enfin de rentrer chez lui. Là-bas, sur son île natale, son père l'attend et compte sur lui pour régner sur le royaume de Pierre d'Angle après sa mort. Mais en chemin, une rencontre va bouleverser l'existence du Prince : un passager clandestin, Ema, une esclave en fuite. Ensemble, ils vont devoir faire face aux dangers qui guettent Pierre d'Angle.

### Les Filles de Mai
Un voile sombre s'est posé sur le royaume de Pierre d'Angle et les douces années semblent déjà bien lointaines. Un hiver extrême, une épidémie, des complots et cette ombre qui ne quitte plus les yeux de la reine plongent le tout nouveau roi Thibault et l'ensemble de ses sujets dans l'inquiétude.

### Les Adieux
La reine Ema et le roi Thibault ont sacrifié ce qu’ils avaient de plus précieux. Dévastés, ils doivent maintenant faire face à la plus grande des menaces : Jacquard. Le frère du roi est prêt à tout pour s’emparer du trône et la toile qu’il tisse autour du couple royal est un piège implacable.

### Courage
Un nouveau jour se lève sur le royaume de Pierre d'Angle. Ema, Lysandre, Lucas et tous les habitants de l'île s'apprêtent à affronter le plus grand changement qu'ils n'aient jamais connu. Un bouleversement, aussi sanglant que brutal, mettant un terme au fonctionnement utopique du royaume. Mais tandis que certains se résignent déjà, d'autres organisent la résistance. La forêt de la Catastrophe, elle, surplombe cette tempête et s'apprête à délivrer ses ultimes secrets.

## Personnages
Thibault, fils d'Albéric et d'Eloïse, le prince héritier du royaume de Pierre d'Angle
Ema, une esclave évadée qui s'échappe en embarquant clandestinement sur l'Isabelle pendant une escale
Lysandre, un jeune orphelin de Bergerac que Thibault prend sous son aile
Jacquard, le frère cadet de Thibault, qui complote pour obtenir le trône
La reine Sidra, la mère de Jacquard et belle-mère de Thibault, qui a éduqué son fils dans l'idée que le trône lui revient de droit
Guillaume Lebel, second à bord de l'Isabelle
Elisabeth Auteuil, la bibliothécaire du château de Pierre d'Angle et cousine de Thibault
Lucas Corbières, infirmier de l'Isabelle puis médecin royal
Félix, timonier sur l'Isabelle puis valet de Lysandre
Esméralda, dite Esmée, une messagère

## Prix et distinctions
Pour le tome 1, L'Art du naufrage:
- Prix Millepages 2019, catégorie roman SF-fantasy[3]
- Prix Elbakin.net 2019[4]
- Finaliste du prix des Bouquineurs en Seine 2020
- Prix Jeunes Adultes de Livr'à Vannes 2020[5]

## Adaptation en bande dessinée
Le premier tome a été adapté en bande dessinée, illustrée par Juliette Vaast et scénarisée par PoG, publiée aux éditions Auzou en septembre 2023.